# Angela Kinsey
Angela Faye Kinsey (Lafayette (Louisiana), 25 juni 1971) is een Amerikaans film- en televisieactrice die vooral bekend is door haar rol als 'Angela Martin' in The Office. Ook speelde ze als 'Bethany' een van de hoofdrollen in de Netflix-serie Haters Back Off.

## Jeugd
Kinsey werd geboren in Lafayette (Louisiana). Toen ze twee jaar oud was, verhuisde zij met haar familie naar Jakarta, Indonesië waar ze vloeiend Indonesisch leerde spreken. Haar familie keerde uiteindelijk terug naar de Verenigde Staten, waar ze zich vestigde in Archer City, Texas.

## Prijzen en nominaties
| Jaar | Groep               | Categorie                                                      | Werk       | Resultaat |
| ---- | ------------------- | -------------------------------------------------------------- | ---------- | --------- |
| 2007 | Screen Actors Guild | Uitstekende prestatie door een ensemble in een komische serie. | The Office | Gewonnen  |
| 2008 | Screen Actors Guild | Uitstekende prestatie door een ensemble in een komische serie. | The Office | Gewonnen  |
| 2008 | TV Land Awards      | Toekomstige klassieker.                                        | The Office | Gewonnen  |